# Euphorbia elegantissima

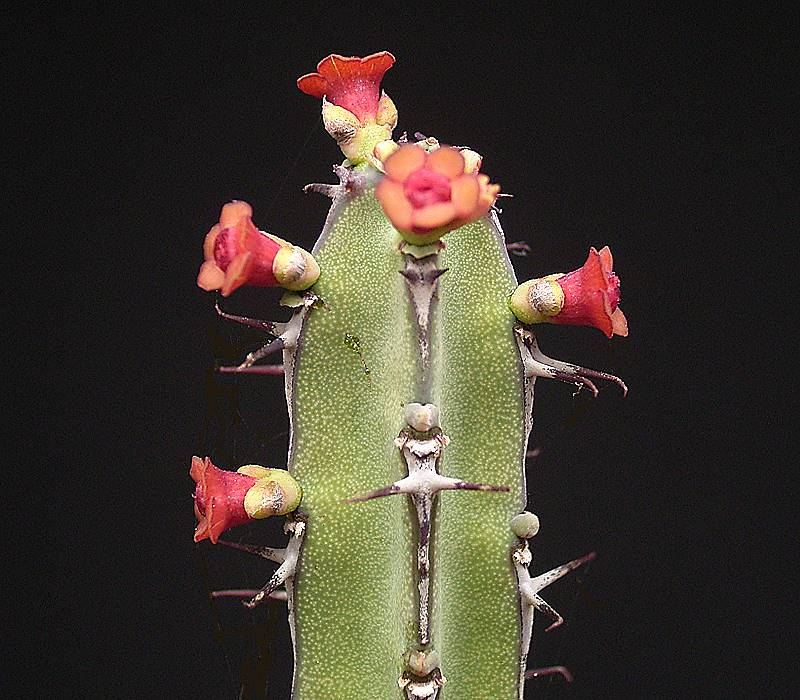
Detailaufnahme der Blüten

Euphorbia elegantissima ist eine Pflanzenart aus der Gattung Wolfsmilch (Euphorbia) in der Familie der Wolfsmilchgewächse (Euphorbiaceae).

## Beschreibung
Die sukkulente Euphorbia elegantissima bildet Sträucher mit vielen, ausgebreitet stehenden Trieben und mit einer Wuchshöhe von bis zu 3 Meter aus. Die vierkantigen Triebe werden bis 2 Zentimeter dick, haben gerade Kanten und sind dunkelgrün gefärbt. Die paarig angeordneten Dornen haben einen Abstand von 1 bis 15 Zentimeter zu benachbarten Dornenpaaren. Die schmalen Dornschildchen sind zu einem Hornrand verwachsen. Es werden dünne Dornen bis 8 Millimeter Länge ausgebildet.
Der Blütenstand besteht aus einzelnen und einfachen Cymen, die nahezu sitzend sind. Alle Blütenanlagen sind dunkel blutrot gefärbt. Die Cyathien erreichen einen Durchmesser von 5 Millimeter und die rechteckigen Nektardrüsen stoßen aneinander. Die stumpf gelappte Frucht wird etwa 3 Millimeter breit und 4 Millimeter lang. Sie steht an einem 2 Millimeter langen Stiel. Der nahezu kugelförmige Samen wird 1,5 Millimeter groß und ist in Felder aufgeteilt.

## Verbreitung und Systematik
Euphorbia elegantissima ist im Norden von Tansania, am westlichen Graben des Ostafrikanischen Grabens auf steinigen Böden mit Akazien- und Sukkulentengebüsch in Höhenlagen von 1370 bis 1550 Meter verbreitet.
Die Erstbeschreibung der Art erfolgte 1974 durch Peter René Oscar Bally und Susan Carter Holmes.